# Планински дъждосвирец
Планинският дъждосвирец (Charadrius morinellus) е птица от семейство Дъждосвирцови (Charadriidae).

## Разпространение
Видът се размножава в Северна Европа и Евросибир и мигрира на юг към Северна Африка и Близкия изток през зимата.
Среща се и в България.